# Vanessa (telenovela)
Vanessa es una telenovela mexicana producida por Valentín Pimstein para la cadena Televisa en el año de 1982. Está basada en la telenovela brasileña Ídolo de Pano, original de Antonio Teixeira Filho y Carmen Lídia, y con una adaptación de Luis Reyes de la Maza y Carlos Romero.
Está protagonizada por Lucía Méndez y Héctor Bonilla, contando con las participaciones antagónicas de Rogelio Guerra y Angélica Aragón.

## Argumento
Vanessa es una joven muchacha que vive junto a su padre José de Jesús y su hermano Juan, los dos trabajan como ferrocarrileros y tienen una casita cerca de las vías; Vanessa con tal de ayudarles consigue trabajo en la fábrica textil de Cecile Saint Michel una mujer poderosa y exitosa que vive en una enorme mansión con sus nietos Pierre y Luciano. 
Pierre y Luciano son dos primos que han sido criados por Cecile ante la muerte de sus padres, los dos siempre están en constante conflicto pues nunca se han llevado bien principalmente por sus personalidades. Pierre ante la gente en un buen muchacho, educado y trabajador, mientras Luciano es para todos un vago, sin embargo otra es la realidad pues Pierre es ambicioso y posesivo mientras que Luciano es bueno y sensible.
Vanessa conoce a Pierre en la fábrica, este se siente atraído hacia ella, en cuanto a Vanessa queda deslumbrada con su clase y apostura, el joven empieza a jugar con sus sentimientos a pesar de que ella lo quiere sinceramente. Vanessa se hace amiga de Luciano empiezan a salir juntos a pasear de vez en cuando, ella le cuenta a Luciano que se entregó a su primo y que ha quedado embarazada, Luciano la alienta a decírselo a Pierre.
Al confesarle la noticia Vanessa se desilusiona cuando este reacciona negativamente y culpándola de haberse acostado con Luciano por lo que no sabe si el hijo es de él; Pierre se confabula con el médico de su abuela el doctor Servin y con el asesor de la misma el licenciado Wagner, los tres arman un plan para estafar a Cecile y dejarla sin nada; Servin le da a Pierre unos medicamentos para su abuela que le provocan falsos síntomas al consultar al médico este le dice que está enferma del corazón.
Vanessa es despedida de la fábrica por Pierre, ella ahora está embarazada y desesperada por la enfermedad de su hermano, Luciano la busca para apoyarla y llevan a su hermano con el doctor Fuentes un amigo que le diagnostica diabetes, Luciano lleva a su abuela con el mismo doctor y este le dice que ella está sana y no tiene ningún problema cardíaco, Luciano entonces empieza a luchar por desenmascarar a Pierre, este quien se da cuenta de que Luciano empieza a sospechar lo inculpa del asesinato de su exnovia.
Vanessa es convencida por Luciano para casarse con él y darle un apellido a su hijo, Cecile la acepta gustosa por el niño que espera, a pesar de que la felicidad de asoma a la vida de Vanessa se interponen en su vida Luisa la hija de Servin que se encuentra enamorada de Luciano y además la empleada doméstica de la mansión, Elsa que seducida por Pierre empieza a atentar contra Vanessa.
La revista People en español ha nombrado su final como uno de los más inolvidables.

## Elenco
- Lucía Méndez - Vanessa Reyes de Saint Michelle
- Héctor Bonilla - Luciano Saint Michelle
- Rogelio Guerra - Pierre Saint Michelle
- Angélica Aragón - Luisa Servin
- Nuria Bages - Jane
- Isabela Corona - Cecile Saint Michelle
- Antonio Brillas - José de Jesús Reyes
- Aurora Clavel - Rosa
- Carlos Cámara - Dr. Servin
- Alma Delfina - Lolita
- Pedro Juan Figueroa - Lic. Wagner
- Virginia Gutiérrez - Magda
- Fernando Larrañaga - Dr. Fuentes
- Antonio Medellín - Guillermo
- Flor Procuna - Martha
- Adriana Roel - Amelia
- Abraham Stavans - Nicolás
- Sylvia Suárez - Armida
- Alejandro Camacho - Juan Reyes
- Rosalía Valdés - Irma
- Maricarmen Martínez - Cristina
- Ana Silvia Garza - Elsa
- Patricia Ancira - Ana
- Roxana Saucedo - Flavia
- Myrrah Saavedra - Rita
- Mariana Gaja - Hija de Vanessa
- Miguel Cane - Pierre (Niño)
- Christopher Lago - Luciano (Niño)
- Emilio Gaete - Mauricio Subercaseaux
- Alfonso Iturralde

## Equipo de producción
- Autores: Antonio Teixeira, Carmen Lídia
- Libreto: Valentín Pimstein, Vivian Pestalozzi, Carlos Romero
- Adaptación: Luis Reyes de la Maza, Valentín Pimstein, Valeria Phillips
- Edición literaria: Lucía Carmen
- Tema musical: Vanessa
- Autor: Bebu Silvetti
- Intérprete: Lucía Méndez
- Escenografía: Rogelio Neri
- Ambientación: Elsie Vega, José Luis Ramírez, Margot Phillipe
- Vestuario: Ana María Gómez de Santos
- Musicalizador: Elisa Velázquez
- Iluminación: Jesús Raya Lara
- Editor: Alejandro Frutos
- Realización 2ª unidad: Noé Alcántara
- Dirección 2ª unidad: Eugenio Cobo
- Jefe de producción: Angelli Nesma Medina
- Coordinación de producción: Eugenio Cobo
- Director de cámaras: Manuel Ruiz Esparza
- Directores de escena: Dimitrios Sarrás, Raúl Araiza
- Productor: Valentín Pimstein

## Premios y nominaciones

### Premios TVyNovelas 1983
| Categoría     | Nominado(a)      | Resultado |
| ------------- | ---------------- | --------- |
| Mejor actor   | Héctor Bonilla   | Nominado  |
| Mejor villana | Ana Silvia Garza | Nominada  |
| Mejor villano | Rogelio Guerra   | Nominado  |

## Versiones
- Vanessa fue una versión de la telenovela brasileña Ídolo de Pano, producida por Rede Tupi en 1974 y protagonizada por Tony Ramos, Denis Derkian y Elaine Cristina.

- La cadena brasileña Rede Globo realizó en 1993 la telenovela Sonho Meu, cuya trama fusionó dos historias de Antonio Teixeira Filho, Ídolo de Pano y A Pequena Órfã (hecha por Rede Excelsior en 1968). Protagonizada por Patrícia França, Leonardo Vieira, Carolina Pavarelli, Elias Gleizer, Beatriz Segall, Fábio Assunção y Nivea María.